# Nikolai Volkoff
Josip Hrvoje Peruzović (ur. 14 października 1947 w Splicie, zm. 29 lipca 2018 w Glen Arm w stanie Maryland) – jugosłowiańsko-amerykański wrestler, były trzykrotny WWF International Tag Team Champion, jednokrotny WWF Tag Team Champion oraz WWE Hall of Famer, dodany do tej galerii sław w 2005 roku. Z pochodzenia Chorwat. Najbardziej znany z występów w World Wrestling Federation (WWF) w latach 70. i 80. jako Nikolai Volkoff, gdzie odgrywał postać antagonisty – stereotypowego, zimnowojennego „złego Rosjanina”, reprezentanta Związku Radzieckiego.

## Kariera
Urodził się w Splicie, który ówcześnie leżał w Socjalistycznej Republice Chorwacji, będącej częścią Socjalistycznej Federacyjnej Republiki Jugosławii. Jego dziadek ze strony matki – Ante Tomašević był mistrzem świata w zapasach w stylu klasycznym na przełomie XIX i XX wieku, z kolei jego młodszy brat – Luka Peruzović był znanym piłkarzem, reprezentantem Jugosławii.
Jako junior, Volkoff był m.in. młodzieżowym mistrzem Jugosławii w podnoszeniu ciężarów i jako sztangista reprezentował Jugosławię do 1967 roku. Później wyemigrował do Kanady, gdzie rozpoczął treningi wrestlerskie pod okiem Stu Harta. W 1970 roku przeprowadził się do Stanów Zjednoczonych i jeszcze tego samego roku otrzymał amerykańskie obywatelstwo. Również w 1970 r. dołączył do World Wide Wrestling Federation (WWWF) prowadzonej przez Vincenta McMahona Seniora – pomimo tego, że w tej federacji występował tylko przez jeden rok w tag teamie The Mongols (pl. Mongołowie) jako Bepo Mongol, to udało mu się sięgnąć w niej po tytuł drużynowy WWF International Tag Team Championship z Geeto Mongolem.
W 1974 r. powrócił do WWWF, gdzie prowadził rywalizacje z takimi wrestlerami jak Bruno Sammartino czy Bob Backlund. W 1976 r. dołączył do stajni zamaskowanych wrestlerów o nazwie The Executioners, gdzie obok Killera Kowalskiego (Executioner #1) i Big Johna Studda (Executioner #2) został trzecim Executionerem. Okresowo w latach 70. walczył również dla American Wrestling Association (AWA) oraz New Japan Pro Wrestling i All Japan Pro Wrestling (1977-1983).
Od 1984 r. ponownie występował w World Wrestling Federation, w tag teamie z The Iron Sheikiem, który ówcześnie uważano za najbardziej znienawidzoną drużynę w WWF. Najważniejszym osiągnięciem tego tag teamu pozostaje zdobycie tytułów drużynowych WWF Tag Team Championship na pierwszej WrestleManii, w dniu 31 marca 1985 roku, gdzie Volkoff i The Iron Sheik pokonali drużynę The U.S. Express (Mike Rotundo i Barry Windham). W latach 1987–1990 występował wraz z Borisem Zhukovem w tg teamie The Bolsheviks (pol. Bolszewicy) jednak drużyna nie zdobyła żadnego tytułu w tych latach. W 1990 r. tag team Volkoff-Zhukov rozpadł się. Zhukov nadal pozostał antagonistą, natomiast Volkoff stał się „pro-amerykańskim” i „pro-zachodnim” babyface’m. Pod koniec 1990 r. Volkoff opuścił WWF (powrócił jeszcze w roli cameo w 1992 r. podczas gali Royal Rumble) występując na scenie niezależnej (m.in. w portorykańskiej World Wrestling Council). Krótko występował w Extreme Championship Wrestling (1992-1993). Po raz trzeci powrócił do WWF w 1993 r. a potem w latach 1994–1995, gdzie stał się częścią wydarzeń związanych z Million Dollar Corporation Teda DiBiase Seniora. W 1995 r. przeszedł na częściową emeryturę.
W dniu 2 kwietnia 2005 r. został wprowadzony do galerii sław WWE Hall of Fame przez Jima Rossa w ceremonii, która odbyła się w Universal Amphitheatre w Los Angeles. Do 2018 r. występował cameo w różnych federacjach wrestlingu.
Zmarł 29 lipca 2018 r. w wieku 70 lat, kilka dni po tym jak został wypisany ze szpitala w Maryland, gdzie był leczony m.in. z powodu odwodnienia.

### Życie prywatne
Był żonaty z Lynn, którą poznał w 1970 r., kiedy otrzymał amerykańskie obywatelstwo. Współpracował z Baltimore County Police Athletic League – programem sportowym dla dzieci i młodzieży prowadzonym przez Komendę Policji hrabstwa Baltimore. Był również zaangażowany politycznie. W 2006 startował w wyborach do Izby Delegatów stanu Maryland z ramienia Partii Republikańskiej, jednak bez sukcesu. W 2016 r. udzielił poparcia w wyborach prezydenckich Donaldowi Trumpowi.

## Tytuły i osiągnięcia
- Championship Wrestling from Florida
  - NWA Florida Tag Team Championship (1 raz) – z Ivanem Koloffem
- Georgia Championship Wrestling
  - NWA Georgia Heavyweight Championship (1 raz)
- National Wrestling Federation
  - NWF World Tag Team Championship (1 raz) – z Geeto Mongolem
- Maryland Championship Wrestling
  - MCW Hall of Fame – dodany w 2009 roku.
- Mid-Atlantic Championship Wrestling
  - NWA Mid-Atlantic Tag Team Championship (1 raz) – z Chrisem Markoffem
- Mid-South Wrestling
  - Mid-South North American Championship (1 raz)
- New England Pro Wrestling Hall of Fame – dodany w 2013 roku.
- North American Wrestling
  - NAW Heavyweight Championship (2 razy)
- Northeast Championship Wrestling (Tom Janette)
  - NCW Heavyweight Championship (1 raz)
- NWA Detroit
  - NWA World Tag Team Championship (wersja Detroit) (1 raz) – z Borisem Volkoffem
- Pro Wrestling Illustrated
  - Sklasyfikowany na 134. miejscu z 500 wrestlerów w rankingu PWI 500 w 1994 roku.
  - Sklasyfikowany na 136. miejscu z 500 wrestlerów w rankingu PWI Years w 2003 roku.
  - Sklasyfikowany na 96. miejscu ze 100 tag teamów w rankingu PWI Years z The Iron Sheikiem w 2003 roku.
- Universal Wrestling Association
  - UWA Heavyweight Championship (1 raz)
- World Wide Wrestling Alliance
  - WWWA Heavyweight Championship (1 raz)
- World Wide Wrestling Federation/World Wrestling Federation/World Wrestling Entertainment
  - WWF Tag Team Championship (1 raz) – z The Iron Sheikiem[13]
  - WWWF International Tag Team Championship (3 razy) – z Geeto Mongolem (2 razy) i Johnnym De Fazio (1 raz)
  - WWE Hall of Fame – dodany w 2005 roku.
  - Slammy Award (2 razy)
    - Most Ignominious (1986)
    - Best Personal Hygiene (1987) z Borisem Zhukovem i Slickiem
- World Wrestling Association (Larry Sharpe)
  - WWA Heavyweight Championship (1 raz)